# 塞尔韦
塞尔韦（法語：Servais，法語發音：[sɛʁvɛ] ⓘ）是法国上法蘭西大區埃纳省的一个市镇，属于拉昂区。

## 地理
塞尔韦（49°37'14"N, 3°20'37"E）面积5.51 平方千米，位于法国上法蘭西大區埃纳省，该省份为法国北部内陆省份，北起北部省，西接索姆省和瓦兹省，东临阿登省和马恩省，西南至塞纳-马恩省，东北部与比利时接壤。
与塞尔韦接壤的市镇（或旧市镇、城区）包括：阿米尼鲁伊、巴里西、博托尔、德耶、圣戈班。

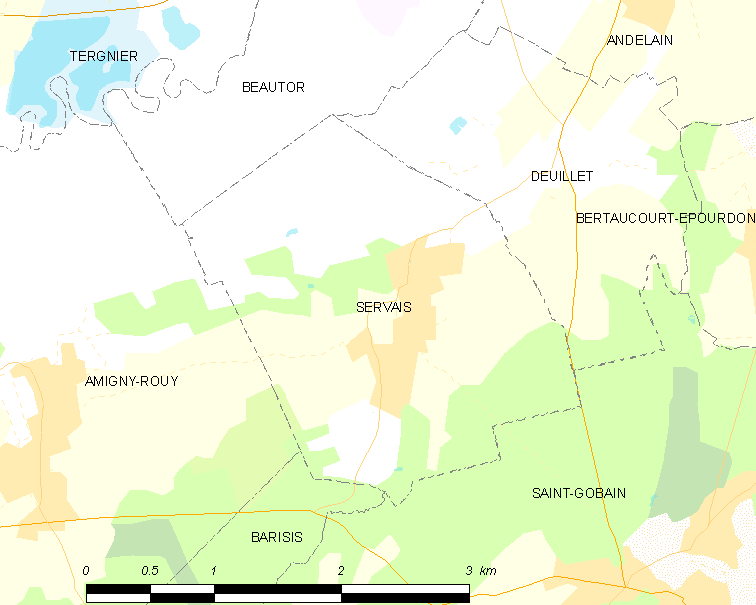
塞尔韦的OSM定位图

塞尔韦的时区为UTC+01:00、UTC+02:00（夏令时）。

## 行政
塞尔韦的邮政编码为02700，INSEE市镇编码为02716。

## 政治
塞尔韦所属的省级选区为泰爾尼耶縣。

## 人口

1962-2008年间塞尔韦人口变化图示

塞尔韦于2022年1月1日时的人口数量为290人。